# WORD (revista)
WORD es una revista cuatrimestral de lingüística publicada por la International Linguistic Association.
Publicada por primera vez en 1954, sus directores han incluido al lingüista Uriel Weinreich.